# La Granadella
|  | Aquest article tracta sobre el municipi. Vegeu-ne altres significats a «La Granadella (desambiguació)». |

La Granadella és una vila i municipi de la comarca de les Garrigues. Es troba al SO de la comarca, confrontant amb les comarques del Segrià i la Ribera d'Ebre.
La vila s'alça en un turó situat a una alçada de 528 m.s.n.m. i el terme té una extensió de 88,7 km².
Des de 2006 està agermanada amb Pesillà de la Ribera, municipi del Rosselló.

## Origen
La vila ja figurava entre les 32 poblacions de Catalunya que en l'època dels romans tenia l'honorífic títol de municipium. Es troba al sud de la comarca de les Garrigues, tocant amb el Segrià i la Ribera d'Ebre, a la part més alta (628 m) de la plataforma garriguenca, les Garrigues Altes.

## Geografia
- Llista de topònims de la Granadella (Orografia: muntanyes, serres, collades, indrets..; hidrografia: rius, fonts...; edificis: cases, masies, esglésies, etc).

## Comunicacions
Al municipi només s'hi pot accedir per carretera. A la part oriental de la població s'hi creuen la C-242 (N-420, a les Borges del Camp fins a la C-12, a Torrebesses), i la C-233 (de Bellpuig a la C-12, a Flix).

## Economia
L'activitat principal és l'agricultura, especialment el conreu de l'olivera, l'ametller i els cereals. Indústria de transformació vinculada al sector primari.

## Llocs d'interès

### Església de Santa Maria de Gràcia.

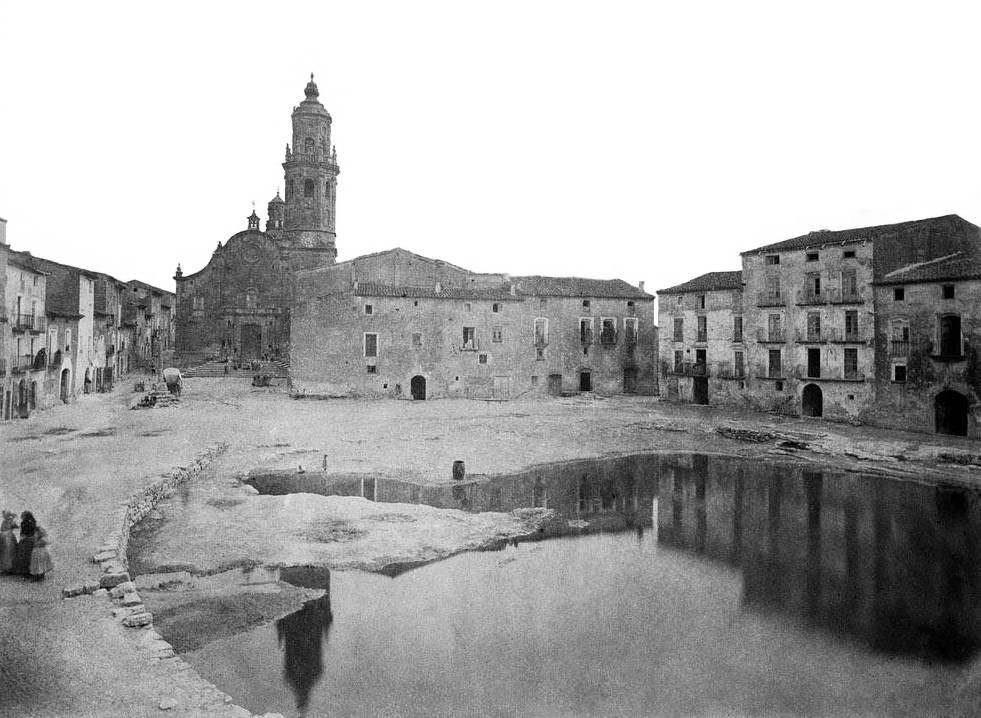
Plaça de la Vila, amb la bassa, cap a 1894. Al fons, Santa Maria de Gràcia.

Edifici barroc conegut amb el sobrenom de la catedral de les Garrigues.

### Ermita de Sant Antoni
Es tracta d'una petita ermita molt reformada amb el pas del temps, el seu interior és barroc, avui enguixat i pintat de blanc amb el sòcol de formigó i el paviment de la nau de maons i el de l'altar de formigó. Està coberta amb una volta de canó i a l'absis, de creueria. Els espais entre els nervis hi ha policromia que imita carreus, un cel estrellat, motllures arquitectòniques pintades segons el gust renaixentista i garlandes vegetals.
A l'exterior, en canvi, podem veure una portada neoclàssica, un campanar d'espadanya sobre la torre anterior i un pòrtic a manera de galilea que és un afegit contemporani. Està tot plegat arrebossat. No es té dubtes que l'actual església aprofita el que devia quedar de l'anterior, més antiga.

### Centre de la Cultura de l'Oli de Catalunya
El CCOC agrupa, ordena i ofereix una sèrie d'accions, adreçades a diferents públics, totes elles tenen l'oli d'oliva com a punt de connexió. El CCOC és:
- - El centre de difusió de la cultura de l'oli entre la ciutadania.
  - Un aglutinador de talent creatiu, recerca i innovació per al consum d'oli.
  - Un espai per treballar, construir, compartir i desenvolupar activitats de caràcter lúdic, cultural i turístic.
  - El nexe d'unió entre entitats, associacions i col·lectius vinculats a la producció de l'oli, al seu consum i a la gestió dels territoris on se'n produeix.
  - Un centre de recollida bibliogràfica i de publicacions vinculades a l'oli.
  - Un aparador i punt de venda de productes gastronòmics d'alta qualitat, elaborats amb oli d'oliva verge extra. El CCOC és la conseqüència dels nostres orígens agrícoles i la materialització d'un desig per dotar de valor, de sentit i de força un ric fons cultural, divers, dispers, ampli.

### Museu de l'Oli de Catalunya
El Museu de l'Oli de Catalunya, ubicat al cor de la seu de la Cooperativa de La Granadella, conté les instal·lacions i maquinària originals del molí fundat el 1920, que va quedar en desús des de la dècada de 1986.
L'adequació museogràfica d'aquest conjunt patrimonial, afegeix una funció cultural, i vincula l'activitat productiva i comercial de la Cooperativa amb els projectes de desenvolupament territorial relacionats amb l'oleoturisme.
És un molí de referència del sector agroindustrial de l'oli de Catalunya. Hi destaquen, en aquest sentit, el bon estat de conservació del conjunt, tant de la maquinària -en condicions òptimes de funcionament- com del recinte i les instal·lacions originals de començament del segle xx.

### Passeig Escultòric del Mirador de les Terres de l'Ebre (Coll de Bovera)
Aquest primer mirador panoràmic fa de balcó de La Granadella que des del Coll de Bovera ens allarga la mirada Ebre avall, cap a la Ribera d'Ebre i el Priorat.
En aquest hi podem trobar fins a deu obres que formen part del projecte "Oliverart" del Centre de la Cultura de l'Oli de Catalunya (CCOC).
Aquest concurs, obert a qualsevol disciplina, establia la temàtica enfocada en incidir en conceptes com la ruralitat, la natura, el paisatge, o la sostenibilitat del territori. El lloc d'exposició permanent a l'aire lliure és consensuat entre organització i artista en l'entorn del Mirador de les Terres de l'Ebre del mateix municipi.

### Mirador dels Pirineus
Des d'aquest segon balcó, ubicat a l'Ermita de Sant Antoni, s'estén un ampli paisatge cap al nord.

## Cultura
La vila disposa d'una exposició del pintor local Jaume Massip.
Com a fill il·lustre hi ha el compositor, guitarrista i musicòleg Emili Pujol i Villarrubí (la Granadella, 1886 - Barcelona, 1980).
Des de fa uns anys els valors culturals i gastronòmics de l'oli s'han estès i són cada dia més les persones que volen conèixer, descobrir i viure el món de l'oli. És d'aquí que sorgeix el vincle entre cultura, oli i turisme: l'oleoturisme.
La Granadella, pel seu emplaçament, pel paisatge, pel passat i pel tarannà dels seus habitants, és un municipi clau per esdevenir el centre de l'oleoturisme, per encapçalar un projecte de futur fonamentat en les virtuts i els valors de la nostra cultura de l'oli, que repercuteixi positivament en una economia sostenible i contemporània.

### Setmana Santa de La Granadella
Amb data 4 d'octubre de 2016, la Direcció General de Cultura Popular, Associacionisme i Acció Culturals de la Generalitat de Catalunya dicta Resolució incloent la Setmana Santa de la Granadella en el Catàleg del Patrimoni Festiu de Catalunya.
L'Acord de Govern 34/2017, de 21 de març, declara el Desclavament i la Processó de l'Encontre de la Granadella, Elements Festius Patrimonials d'Interès Nacional (DOGC, núm. 7.335, de 23/03/2017).
Oliverart

### Festival de La Granadella de Música Popular i Tradicional Catalana
Aquest festival, que se celebra la tercera setmana d’agost, va començar tímidament un estiu del 1993 al Pla de la Vila de la mà d’en Josep Martí de cal Triquell i que s'ha convertit a dia d’avui en el referent de la música popular i tradicional catalana de les Terres de Ponent i de Catalunya.

## Demografia
| 1497 f | 1515 f | 1553 f | 1717 | 1787  | 1857  | 1877  | 1887  | 1900  | 1910  |
| ------ | ------ | ------ | ---- | ----- | ----- | ----- | ----- | ----- | ----- |
| 74     | 86     | 89     | 310  | 1.122 | 1.969 | 2.023 | 1.936 | 1.857 | 1.879 |

| 1920  | 1930  | 1940  | 1950  | 1960  | 1970  | 1981 | 1990 | 1992 | 1994 |
| ----- | ----- | ----- | ----- | ----- | ----- | ---- | ---- | ---- | ---- |
| 2.039 | 1.654 | 1.456 | 1.364 | 1.159 | 1.089 | 942  | 893  | 850  | 850  |

| 1996 | 1998 | 2000 | 2002 | 2004 | 2006 | 2008 | 2010 | 2012 | 2014 |
| ---- | ---- | ---- | ---- | ---- | ---- | ---- | ---- | ---- | ---- |
| 839  | 831  | 810  | 799  | 786  | 774  | 758  | 772  | 750  | 715  |

| 2016 | 2018 | 2020 | 2022 | 2024 | 2026 | 2028 | 2030 | 2032 | 2034 |
| ---- | ---- | ---- | ---- | ---- | ---- | ---- | ---- | ---- | ---- |
| 723  | 728  | 716  | 724  | 758  | -    | -    | -    | -    | -    |

## Serveis

### Llar d'infants Les Garrigues
Reubicada a l'edifici de les escoles,  en un espai que s'ha reformat acuradament per garantir el benestar del petits, l'aula compta amb tot l'equipament necessari perquè l'activitat d'aprenentatge, joc i descans es realitzi amb facilitat. Així mateix la llar disposa d'un ampli pati a l'aire lliure molt ben adaptat.

### Escola de La Granadella
Actualment l'escola de La Granadella atén uns 50 infants d'entre 3 i 16 anys, organitzats en quatre aules.Els nens i nenes de la Granadella viuen en un entorn educatiu molt ric, amb un rati d'alumnat baix que afavoreix un aprenentatge acurat, alhora que fomenta positivament l'autonomia i la capacitat de treball individual de cada infant.
La Granadella, conjuntament amb les escoles de Bellaguarda i Bovera integren la Zona Escolar Rural Elaia.

### IES Olivera
L'IES l'Olivera atén uns 100 alumnes de La Granadella, Bellaguarda, Bovera, Juncosa, Sarroca de Lleida i Els Torms.
L'escola té una sola línia, amb els quatre cursos de secundària, no obstant el rati d'alumnes per aula és reduït.
Aquest institut destaca per una sèrie de valors que el converteixen en un centre de formació excel·lent.

### Parc de Bombers Voluntaris de la Granadella
El Parc de Bombers de la Granadella està format per un cos de 25 bombers voluntaris formats, preparats, entrenats i amb l'experiència d'un cos de bombers professional.
El parc té una funció supramunicipal. Per la seva ubicació estratègica es fa càrrec de la protecció de la zona nord del Parc Natural de la Serra del Montsant, d'un tram important de la C-12, de la Granadella i dels municipis veïns. Per atendre correctament l'àmbit d'intervenció disposa de dos camions ambulància.

### Centre d'Atenció Primària La Granadella
L'ABS de la Granadella centralitza l'atenció sanitària de:
- Granyena de les Garrigues
- El Soleràs
- Llardecans
- Els Torms
- Juncosa
- Bellaguarda
- Bovera
- La Granadella

Cada municipi disposa d'un consultori d'atenció bàsica, que amplia els serveis sanitaris amb les funcions que es desenvolupen al CAP de la Granadella.

### Punt d'Informació Juvenil
Aquest centre treballa per oferir al jovent, tant de Les Garrigues Altes com del Segrià Sud, el suport necessari per al seu ple desenvolupament professional i personal.Treballa perquè els joves cerquin i trobin bones oportunitats de creixement dins l'àmbit geogràfic de la nostra comarca: perquè marxar a treballar a fora no sigui en cap cas una necessitat ineludible.

### Biblioteca Emili Pujol
La Biblioteca Emili Pujol forma part de la xarxa de biblioteques públiques de Catalunya i ofereix servei de préstec interbibliotecari. A banda del préstec de llibres hi trobaràs una gran diversitat de revistes, pel·lícules i música.
La biblioteca s'organitza en tres zones: zona infantil, zona d'estudi i zona de lectura. Hi trobareu també tres ordinadors de lliure ús, i connexió a la xarxa per wi-fi.
A més de la sala de lectura, la biblioteca disposa d'una aula formativa, equipada amb televisió, ordinadors i connexió a la xarxa. Habitualment en aquesta sala es fa formació i activitats complemetàries a la lectura.

### Centre de Serveis Integrals per a la Gent Gran Les Garrigues
El Centre de Serveis Integrals per a la gent gran Les Garrigues és una residència de dia per a la gent gran de La Granadella, Bellaguarda, Bovera, Els Torms, Granyena de les Garrigues, Juncosa i El Soleràs.
Atén les persones de més de 65 anys que volen seguir vivint a casa seva. En cas necessari es dona atenció per pal·liar o minimitzar el deteriorament físic, el cognitiu o les dificutats socials que minven l'autonomia de les persones grans.